# Эпитома
Эпитома́ (от греч. ἐπιτομή, фр. epitomé — «отрывок, выдержка») — краткое изложение большого научного или литературного произведения, составленное эпитоматором — историком, излагающим содержание произведений своих предшественников. 
Эпитоматорами были Марк Юниан Юстин, Луций Анней Флор и другие. Многие сочинения древних авторов известны нам только в сокращённых версиях. Так сохранилось, например, большинство декад Тита Ливия или всё обширное сочинение Гнея Помпея Трога.